# Plautilla Bricci

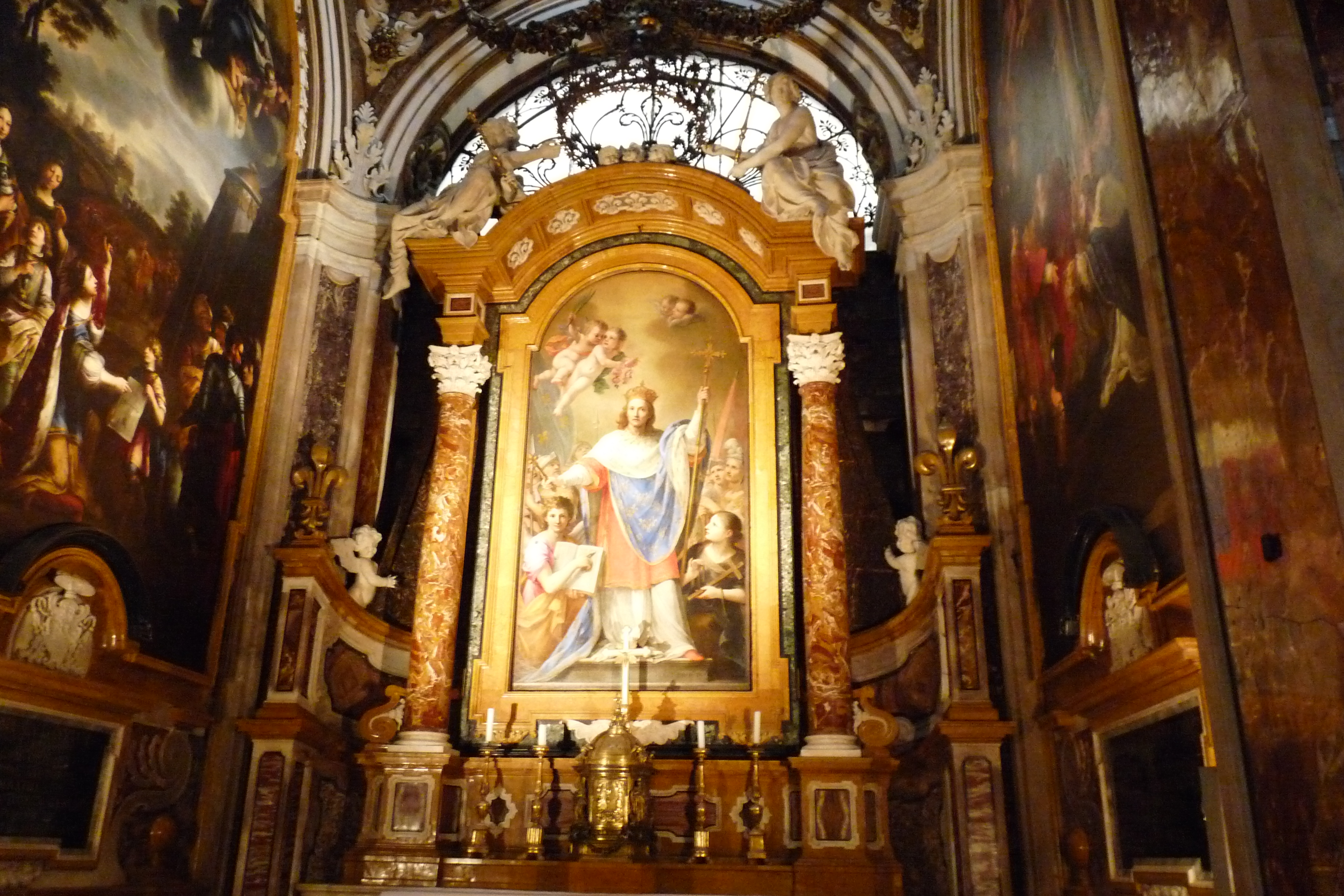
Capilla de la Iglesia San Luis de los Franceses, Roma.

Plautilla Bricci (Roma, Italia, 13 de agosto de 1616 - Roma, Italia, 1705) fue arquitecta, pintora, miembro de la Academia de San Lucas.

## Primeros años
Plautilla Bricci (o Brizio), perteneció a una familia de artistas. Era hija del pintor y músico Giovanni Bricci (1579-1645),  y de Chiara Recupita. Y al igual que ella, su hermano Basilio Bricci (1621-92) fue arquitecto y pintor.

## Trayectoria
Plautilla Bricci realizó dos obras importantes en Roma. La primera fue la Villa Benedetti, cerca de la Puerta de San Pancracio en la colina Junícula y realizada por encargo de Elpidio Benedetti en 1663, agente del Cardenal Mazarino. La Villa Benedetti, destruida en 1849, llamada sucesivamente Mancini, y Giraud, se encontraba en la vía Aurelia y era llamada “el buque” debido a su forma.
El cliente, Elpidio Benedetti, quedó tan satisfecho con la obra que en 1677 publicó una guía (bajo el seudónimo de Matteo Mayer) en la que la explicaba, con descripción detallada y diferentes vistas, y también explicaba el rol jugado tanto por Plautilla Bricci como por su hermano. Benedetti le otorgó a ella sola la responsabilidad de la decoración interior con pinturas alegóricas y religiosas. Sin embargo, estudios posteriores sobre los contratos de la edificación y sobre los dibujos y planos preparatorios, que se encuentran en el Archivo del Estado en Roma, han demostrado que fue Plautilla Bricci la que proyectó el edificio con poca, si es que tuvo alguna, intervención de Basilio. 
La arquitectura de la Villa Benedetti era bastante inusual para la época, (en que la arquitectura barroca voluptuosa dejaba paso a una arquitectura más clásica) según se observa en grabados anteriores a 1849. Presentaba una variedad de loggias, paredes curvas, y unos trabajos en estuco muy elaborados, resultando una arquitectura barroca pesada, que en ciertos aspectos recuerda al manierismo de Giulio Romano (1499-1546).
En 1664 el Abate Benedetti le encargó la capilla de San Luis, en la iglesia de San Luis de los Franceses, que fue inaugurada en 1680. Esta capilla es la más ricamente ornamentada de la iglesia: mármoles policromos, dorados y un cortinado de estuco azul con flores de lirios dorados enmarcan la entrada. También fue obra de ella el retablo del altar con San Luis.
Después de 1670 reformó, en colaboración con su hermano, el Palacio Testa-Piccolomini en Montecavallo, Roma (actual via della Dataria 22), y decoraron las fachadas con las armas de los Piccolomini en las ventanas de la planta principal y en la parte inferior de la cornisa.
En 1677 el abate Benedetti le donó, en usufructo de por vida, una casa adjunta a la iglesia de San Luis de los Franceses. Esta disposición fue refrendada en el testamento de 1690, por lo que se deduce que ella vivió con posterioridad a ese año.

## Obras
Entre las obras más relevantes se encuentran:
- Villa Benedetti, Roma.
- Capilla de San Luis, en la iglesia de San Luis de los Franceses.
- Palacio Testa-Piccolomini en Montecavallo, Roma.